# 잠양 돌마
잠양 돌마(중국어 간체자: 降央卓玛, 정체자: 降央卓瑪, 병음: Jiàngyāng Zhuómǎ, 티베트어: འཇམ་དབྱངས་སྒྲོལ་མ, 1984년 2월 24일 ~ )는 중화인민공화국의 티베트족 출신 가수이다.
2003년부터 2005년까지 쓰촨 음악 학교에 재학했으며 2006년에는 민족 가수 대회에 참여했다. 2011년에는 중국 인민해방군 예술학원을 졸업했다.

## 앨범

### 정규 앨범
- 《这山·这水》 (2008년)
- 《金色的呼唤》 (2009년)
- 《金色的辉煌》 (2009년)
- 《东女国》 (2009년)
- 《中国之声》 (2010년)
- 《金色的诱惑》 (2011년)
- 《天下最美的女中音》 (2012년)

### 싱글 앨범
- 《吉祥的酥油灯》 (2008년)
- 《平凡的良心》 (2011년)
- 《卓玛》 (2012년)
- 《手心里的温柔》 (2012년)
- 《二十年后再相会》 (2014년)
- 《乡愁》 (2014년)
- 《呼伦贝尔大草原》 (2014년)